# Georges Gurvitch
Georges Gurvitch, znany także jako Jorge Gurvitch, urodzony jako Georgij Davydovič Gurvič (ur. 11 listopada 1894 w Noworosyjsku, zm. 12 grudnia 1965 w Paryżu) – francuski socjolog i prawnik rosyjskiego pochodzenia, specjalizujący się w socjologii wiedzy i socjologii prawa. Profesor socjologii na paryskiej Sorbonie.
Gurvitch, podobnie jak inni socjolodzy prawa, uważał, że prawo nie daje się sprowadzić do tekstu ustaw czy decyzji organów państwowych. Różnego rodzaju grupy społeczne czy społeczności (zarówno formalne jak i nieformalne), posiadają własne systemy norm, mogące zostać uznane za prawo przez socjologów (pluralizm prawny).

## Prace
- Essai de Sociologie, (1939)
- Sociology of law, (1942)
- The Bill of Social Rights, (1945)
- La vocation actuelle de la sociologie, (1950)
- Le concept des classes sociales de Marx à nos jours, (1954)
- The Spectrum of Time, (1958)
- Dialectique et sociologie, (1962)
- The Social Frameworks of Knowledge, (1972)